# Love Tension
Love Tension è l'ottavo e ultimo singolo giapponese del gruppo estratto da Best of 4Minute.

## Esibizioni dal vivo
Le 4Minute promozionano il singolo nel mese di agosto su MTV giapponese e in vari live.

## Tracce
1. Love Tension
2. Volume Up (Japanese Version)
3. Love Tension (Karaoke)
4. Volume Up (Karaoke)

## Classifiche
| Classifica                 | Posizione massima |
| -------------------------- | ----------------- |
| Gaon Digital chart         | 8                 |
| Gaon Streaming chart       | 9                 |
| Gaon Download chart        | 9                 |
| Gaon BGM chart             | 1                 |
| Gaon Mobile Ringtone chart | 26                |